# JCSAT-5
O JCSAT-5  (também conhecido por JCSAT-1B)  é um satélite de comunicação geoestacionário japonês construído pela Hughes, ele está localizado na posição orbital de 150 graus de longitude leste em órbita inclinada e é operado pela SKY Perfect JSAT Corporation. O satélite foi baseado na plataforma HS-601 e sua vida útil estimada era de 12 anos.

## História
Em junho de 1996, a Japan Satellite Systems, Inc. (JSAT), de Tóquio, assinou um contrato com a Hughes Space and Communications International, Inc. (HSCI), para a construção de seu quinto satélite de comunicação, o JCSAT-5. O satélite JCSAT-5 foi baseado no modelo Hughes HS-601. Este novo satélite permitiu a JSAT a atender o aumento da demanda dos clientes por multimídia e acesso à Internet e fornecerá áudio dados e sinais de televisão para o Japão.

## Lançamento
O satélite foi lançado ao espaço com sucesso no dia 02 de dezembro de 1997, por meio de um veículo Ariane-44P H10-3, lançado a partir da Centro Espacial de Kourou, na Guiana Francesa, juntamente com o satélite Equador-S. Ele tinha uma massa de lançamento de 2.982 kg.

## Capacidade e cobertura
O JCSAT-5 é equipado com 24 transponders em banda Ku para prestar serviços abrangendo a região da Ásia-Pacífico (Japão, Coreia, a maior parte da China, Tailândia, Vietnã, Laos, parte da Indonésia, parte da Malásia) e Havaí.

## Problemas
Em 17 de janeiro de 2005, o JCSAT 1B (5) apresentou uma anomalia em um dos seus motores, o que levou a perda temporária de serviços, enquanto o operador preparava o satélite para operar sem o propulsor defeituoso.
Em 22 de julho de 2005, um problema com a altitude interrompeu as suas transmissões. 
Em março de 2006, a altitude tinha sido restabelecido e o satélite foi colocado de volta na órbita geoestacionária.